# Oggiono
Oggiono é uma comuna italiana da região da Lombardia, província de Lecco, com cerca de 8083 2003 habitantes. Estende-se por uma área de 7,90 km², tendo uma densidade populacional de 1023,16 hab/km². Faz fronteira com Annone di Brianza, Dolzago, Ello, Galbiate, Molteno, Sirone.

## Demografia
| Variação demográfica do município entre 1861 e 2011                               |
|                                                                                   |
| Fonte: Istituto Nazionale di Statistica (ISTAT) - Elaboração gráfica da Wikipedia |